# Naoya Saeki
Naoya Saeki (japanisch 佐伯 直哉 Saeki Naoya; * 18. Dezember 1977 in der Präfektur Tokio) ist ein ehemaliger japanischer Fußballspieler.

## Karriere
Saeki erlernte das Fußballspielen in der Jugendmannschaft von Verdy Kawasaki (heute: Tokyo Verdy) und der Universitätsmannschaft der Kokushikan-Universität. Seinen ersten Vertrag unterschrieb er 2000 bei den Júbilo Iwata. Der Verein spielte in der höchsten Liga des Landes, der J1 League. Im September 2001 wechselte er zum Ligakonkurrenten Vissel Kobe. Für den Verein absolvierte er 77 Erstligaspiele. 2006 wechselte er zum Ligakonkurrenten Omiya Ardija. Im Juni 2006 wurde er an den Ligakonkurrenten Avispa Fukuoka ausgeliehen. Für den Verein absolvierte er 21 Erstligaspiele. 2007 kehrte er zu Omiya Ardija zurück. Für den Verein absolvierte er 37 Erstligaspiele. 2009 wechselte er zum Ligakonkurrenten JEF United Chiba. 2010 wechselte er zum Zweitligisten Tokyo Verdy. Für den Verein absolvierte er 64 Ligaspiele. Ende 2012 beendete er seine Karriere als Fußballspieler.

## Erfolge
Júbilo Iwata
- J1 League

Vizemeister: 2001
- J.League Cup

Finalist: 2001